# Překapávaná káva

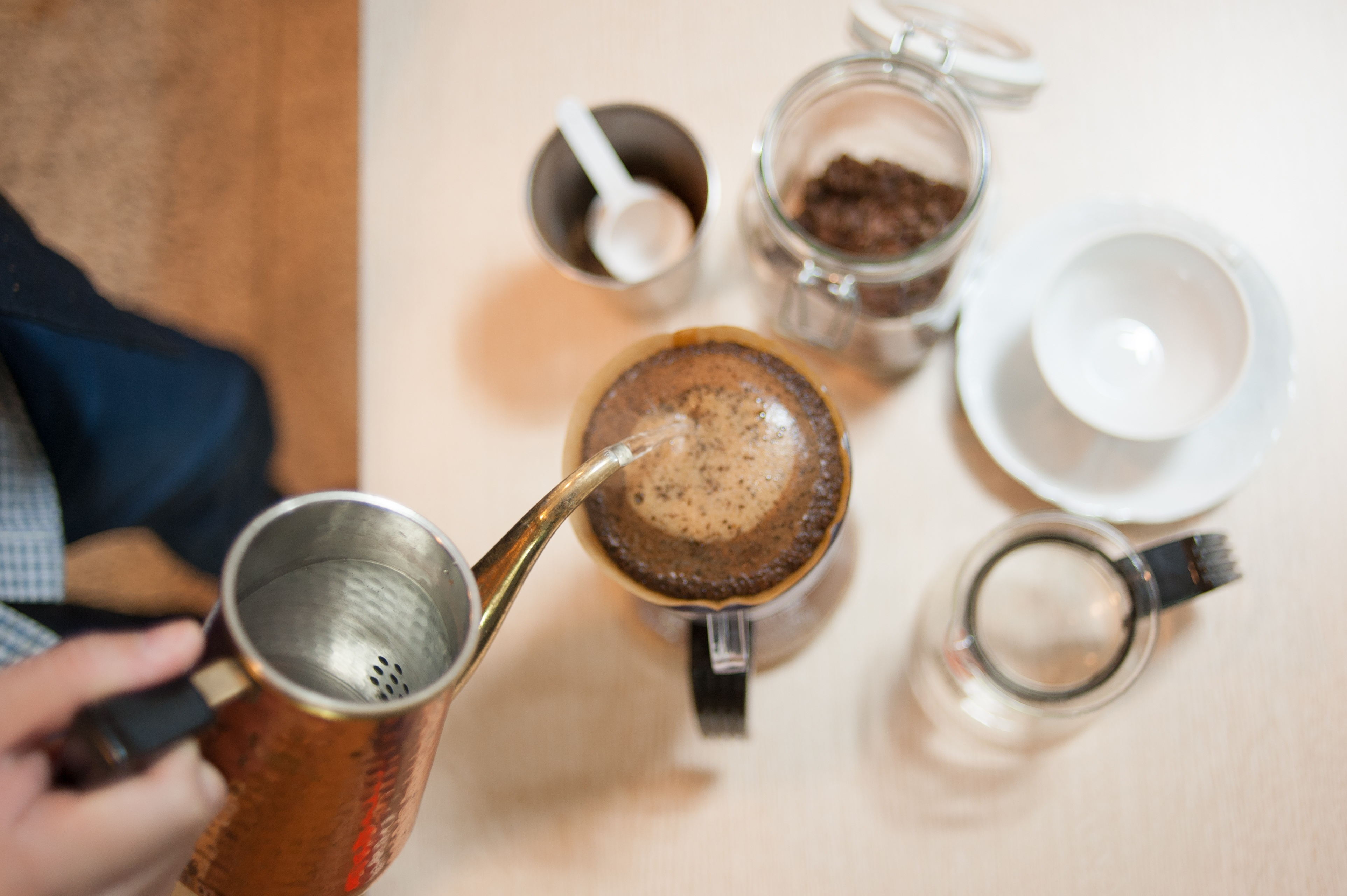
Překapávaná káva

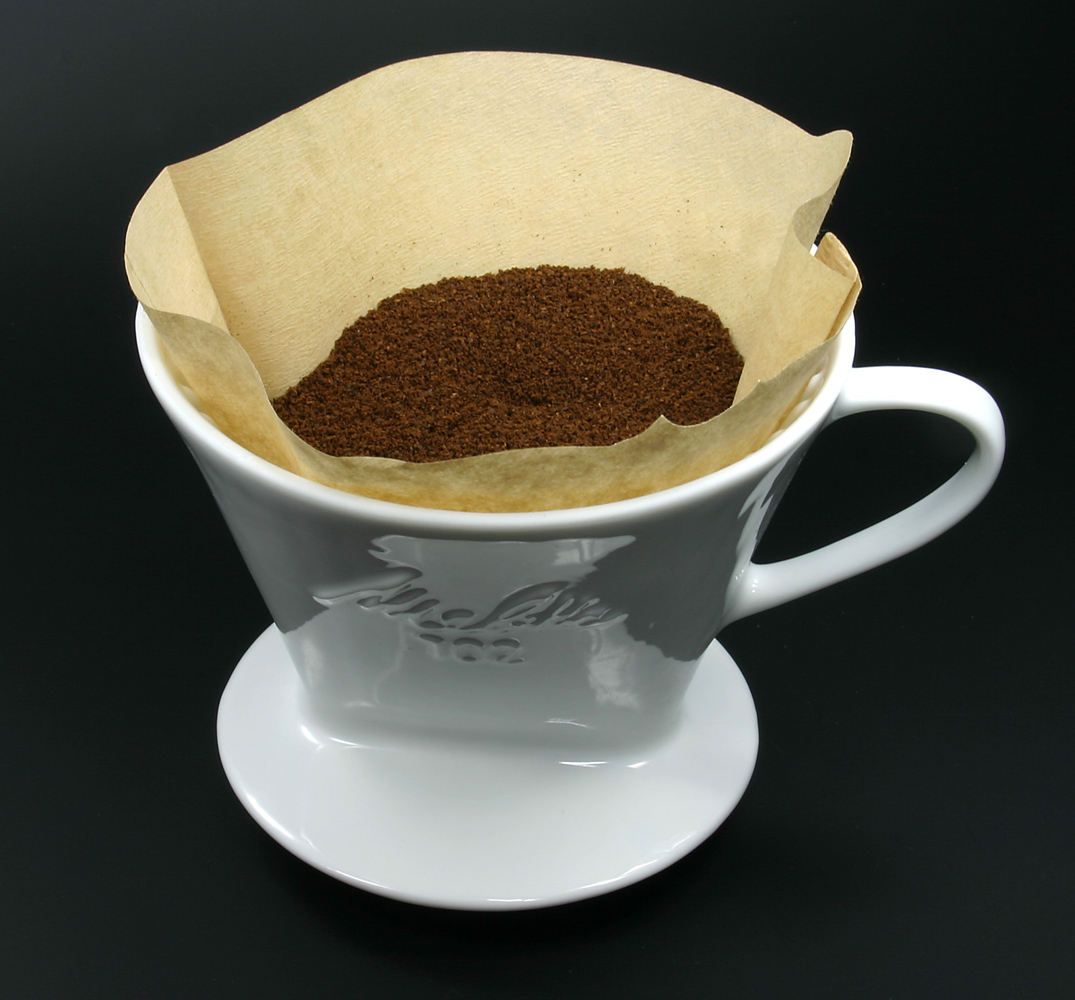
Ukázka přípravy filtrované kávy (V60)

Překapávaná káva, též drip nebo také pour over je jedním z alternativních způsobů přípravy kávy. Tímto způsobem se připravuje káva filtrovaná, která má oproti nápojům založených na espresu specifickou chuť i aroma. Nutně také nevyžaduje použití často drahého a velkého přístroje. Princip přípravy spočívá v kapání (anglicky: dripping) horké vody na jemně namletou kávu, která přes filtr protéká do záchytné nádoby (například konvičky nebo hrníčku). Nejběžněji se užívá filtrů papírových, některé přístroje umí fungovat i se speciálními umělými filtry. Papírové kávové filtry vynalezla Mellita Bentz roku 1908 v Německu. Výhodou papírového provedení je možnost vyhození filtru spolu s kávovou usedlinou, která po přípravě zůstane. Látkové, kovové nebo plastové filtry je naopak možné po vyčištění používat vícekrát.

## Elektrický přístroj
První elektrický přístroj na překapávanou kávu byl patentován roku 1954 v Německu. Nevýhodou užívání elektrických přístrojů je nemožnost ovlivnit přípravu. Pouze nejdražší přístroje umí dodržet stálý tok vody a stálou teplotu, což jsou dva základní parametry při tomto druhu přípravy.
Mezi výhody se naopak řadí možnost u některých kávovarů naprogramovat čas, kdy chceme kávu servírovat. Tyto přístroje pracují samy a kromě přidání vody a kávy do příslušných míst, nepotřebují obsluhu.

## Příprava bez elektrického kávovaru
Ne vždy si může milovník kávy dovolit používat elektrický kávovar. Ať už z důvodů finančních nebo praktických (kávovar je často velký a nepřenosný), se užívá takzvaného dripperu. Dripper (také známý jako V60 podle konkrétního modelu japonské značky Hario) je nádoba ve tvaru trychtýře, do které se vkládá filtr. Elektrické kávovary mají tyto "trychtýře" v sobě již zabudované.
Přípravu lze rozdělit do 5 kroků:
1. Vložení kávového filtru
2. Propláchnutí filtru horkou vodou
3. Nasypání kávy do filtru
4. Spaření (ne vroucí) vodou
5. Následné postupné nalévání vody na kávu ve filtru

Kávový filtr se vloží do V60, kterou nasadíme na nádobu, do které chceme kávu připravit. Nejčastěji se překapává do konvičky, ze které se káva dále rozlévá. Filtr propláchneme teplou (zde i vroucí) vodou, abychom se vyhnuli papírové chuti v připravené kávě. Do propláchnutého filtru vložíme požadované množství čerstvě namleté kávy. Pro 300 ml kávy se obecně užívá 22 gramů namleté kávy. Tuto kávu namočíme krátkým prolitím vodou (asi 20 ml). Voda by měla mít teplotu mezi 80 a 90 °C. Takto spařenou kávu necháme asi 45 sekund „pracovat“. Po tomto čase začneme krouživými pohyby nalévat zbytek vody na kávu. Poslední krok je nejdůležitější a často se mezi baristy různí. Výsledná příprava by ale spolu s časem na spaření neměla zabrat více než tři minuty.

## Srovnání s espresem
Filtrovaná káva je velice rozdílná, srovnáme-li ji s kávou založenou na espresu. Espreso, které je připravováno pod tlakem, je velmi silné a výrazné chutě. Filtrovaná káva na druhé straně má jemnější chuť, která je daná přípravou přes filtr. Více se u ní projevují slabší, doprovodné tóny, které při přípravě espresa zanikají.
Správně připravené espreso má 30–50 ml. Filtrované kávy můžeme připravit jakékoliv množství, stačí pouze navážit adekvátní množství kávy.